# جعاشش (القفر)

تعديل مصدري - تعديل

جعاشش محلة تابعة لقرية خدش، التابعة لعزلة حمير بمديرية القفر إحدى مديريات محافظة إب في الجمهورية اليمنية، بلغ تعداد سكانها 27 حسب تعداد اليمن لعام 2004.